# Roque de Nublo
Roque de Nublo este o arie protejată (arie specială de conservare — SAC, sit de importanță comunitară — SCI) din Spania întinsă pe o suprafață de 446,4 ha, integral pe uscat.

## Localizare
Centrul sitului Roque de Nublo este situat la coordonatele 27°58′03″N 15°36′50″W / 27.9676°N 15.6139°V.

## Înființare
Situl Roque de Nublo a fost declarat sit de importanță comunitară în octombrie 1999 pentru a proteja un număr necunoscut de specii din flora spontană și fauna sălbatică aflate în arealul zonei. Situl a fost protejat și ca arie specială de conservare în ianuarie 2010.

## Biodiversitate
Situată în ecoregiunea , aria protejată conține 2 habitate naturale: Păduri de pin endemic canariene, Pante stâncoase silicioase cu vegetație casmofită.
La baza desemnării sitului se află un număr nedeclarat de specii protejate.